# ナワルパラーシ郡

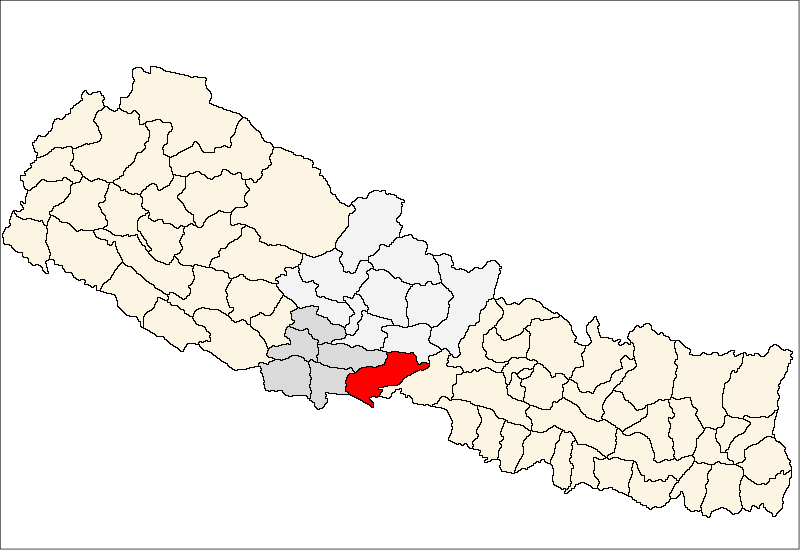
ナワルパラーシ郡の位置

ナワルパラーシ郡（ネパール語: नवलपरासी जिल्ला, Nawalparasi）は、かつてネパール中部に存在した郡。郡都はパラーシ。東部は第四州（現在のガンダキ州）、西部は第五州（現在のルンビニ州）に属していた。面積は2,162平方キロメートル、人口は643,508人（2011年国勢調査）。
2015年までは西部開発区域ルンビニ県に属していたが、2015年の新憲法によって7州制へ移行した際に2州へ跨る形となった。2017年4月26日にナワルパラーシ郡は東西に分割され、郡西部はルンビニ州のパラシ郡に、郡東部はガンダキ州のナワルプル郡となった。

## 行政区画

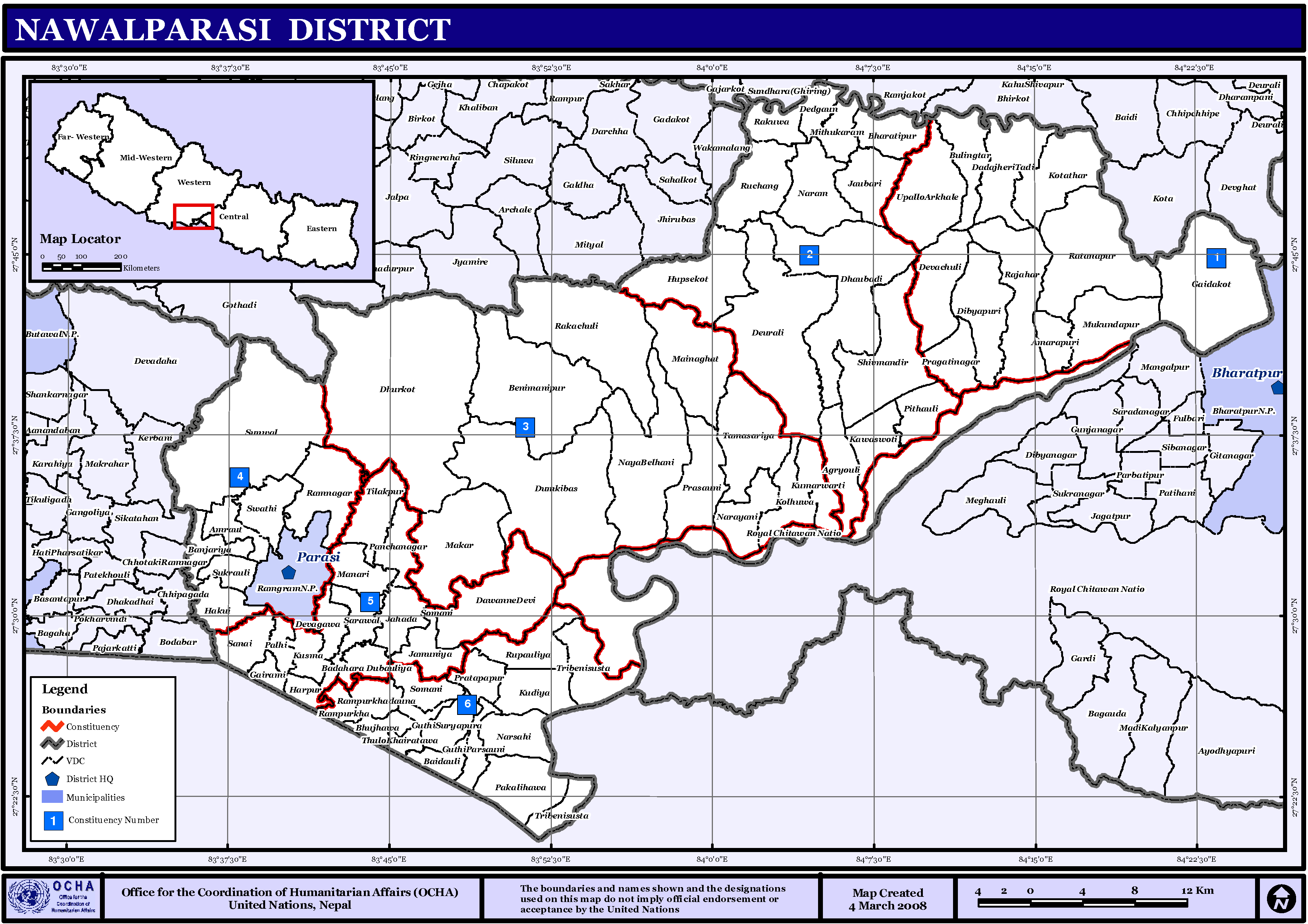
村開発委員会の地図

- アグレウリ
- アマラプリ
- アムラウト
- バダハラ・ドパウリァ
- バイダウリ
- バンジャリア
- ベニマニプル
- パルティプル
- ブジハワ
- ブリングタール
- ダダジェリ・タリ
- ダウンネ・デブィ
- デドガオン
- デウラり
- デハチュリ
- デワガワ
- ドバディ
- ドゥルコート
- ディビャプリ
- ドゥムキバス
- ガインダコート
- ゲルミ-7
- グティ・バルサウニ
- グティスーリャプラ
- ハクイ
- ハルプル
- ハムセコート
- ジャハダ
- ジャムニア
- ジャムワド
- ジャウバリ
- カワソティ
- コルファ
- コタトハール
- クディア
- クマルワルティ
- クスマ
- マイナガート
- マカール
- マナリ
- マンジャリア
- ミトゥカラム
- ムクンダプル
- ナラム
- ナルサヒ
- ナヤ・ベルハナ
- パカリハワ
- パルヒ
- パンチャナガル
- パラシ
- バルサゥニ
- ピタゥリ
- パルガティナガル
- パラターププル
- ラジャハール
- ラカチュリ
- ワクワ
- ラムグラム
- ラームナガル
- ラームプル・カダウナ
- ラームプルワ
- ラトナプル
- ルチャング
- ルパウリァ
- サナイ
- サルワル
- シワマンディール
- ソマニ
- スクラウリ
- スナワール
- スーレァプラ
- スワティ
- タマサリア
- トゥロ・カイラタンワ
- ティラクプール
- トリベニィススタ
- ウナーツ
- ウパーロ・アルカーレ

## 著名人

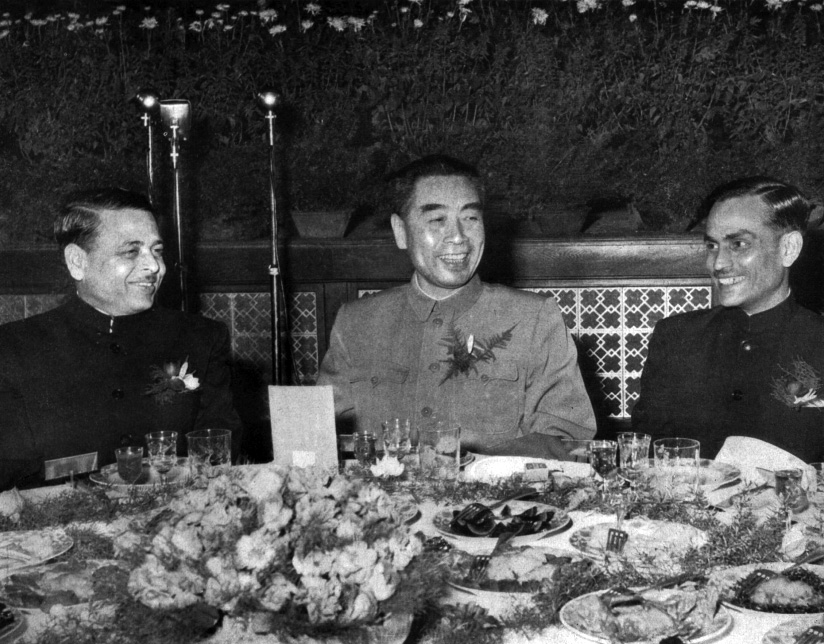
中国を訪れたタンカ・プラサード・アーチャリヤ(左)

- タンカ・プラサード・アーチャリヤ(टंक प्रसाद आचार्य)：1912年～1992年4月23日。第19代首相(1956年1月27日～1957年7月26日)。